# Sitio prehistórico de Page-Ladson
El Sitio prehistórico Page-Ladson (8JE591) es un sumidero profundo en el lecho del río kárstico Aucilla (entre los condados de Jefferson y Taylor en la región de la gran Curva de Florida) el cual contiene depósitos estratificados de huesos animales y artefactos humanos de finales de pleistoceno y de principios del holoceno. Un grupo de once artefactos tiene una edad promedio de entre 15.405 y 14.146 años calendario antes del presente (12.425 ± 32^14 años C AP) fueron encontrados a 9 m de profundidad. Las fechas más tempranas para artefactos recuperados del sitio es entre 1,000 y 1,500 años antes del advenimiento de la cultura Clovis. El sitio es el primer sitio pre-Clovis descubierto en la parte sudeste de América del Norte. Page-Ladson es de aproximadamente 60×45 m de ancho y 10 m de profundidad.

## Entorno prehistórico
En el tope del último periodo glacial (la glaciación de Wisconsin), el nivel de mar era hasta 100 metros más bajo que en la actualidad. La mayor parte de Florida es una plataforma de caliza gruesa, típica de la topografía Karst. Dada la porosidad de la caliza, el agua salada penetra la parte más baja de la plataforma de Florida, y el agua fresca flota por encima del agua salada. Con el nivel bajo nivel del mar de la edad de hielo, la mesa de agua fresca en Florida también desciende, dejando la mayor parte de Florida mucho más seca de lo que es actualmente. Las únicas fuentes fiables de agua fresca en elevaciones que actualmente están por encima del nivel de mar eran las dolinas y las partes más profundas del lecho de los ríos. El sitio Page-Ladson era uno de aquellos agujeros de riego, localizados en un barranco que actualmente forma parte del lecho del río. Antes de que fuese inundado por el río Aucilla, Page-Ladson era una dolina que contenía un pequeño estanque en su interior.

## Evidencia de coexistencia de humanos y mastodontes
El sitio fue inicialmente investigado entre 1983 y 1997. En la época los hallazgos en el sitio fueron considerados ambiguos. Arqueólogos submarinos y otros investigadores que han reexaminado el sitio Page-Ladson han demostrado que algunas poblaciones de humanos del final del pleistoceno se aprovisionaban con mastodontes que eran cazados y descuartizados o recolectados después de muertos hace 14.450 años (~14.550 años C AP) , aproximadamente 2.000 años antes de extinción de los grandes mamíferos. Con anterioridad a este hallazgo, la evidencia de que humanos recolectaron restos o descuartizaron mastodontes era considerada ambigua.